# Xuồng

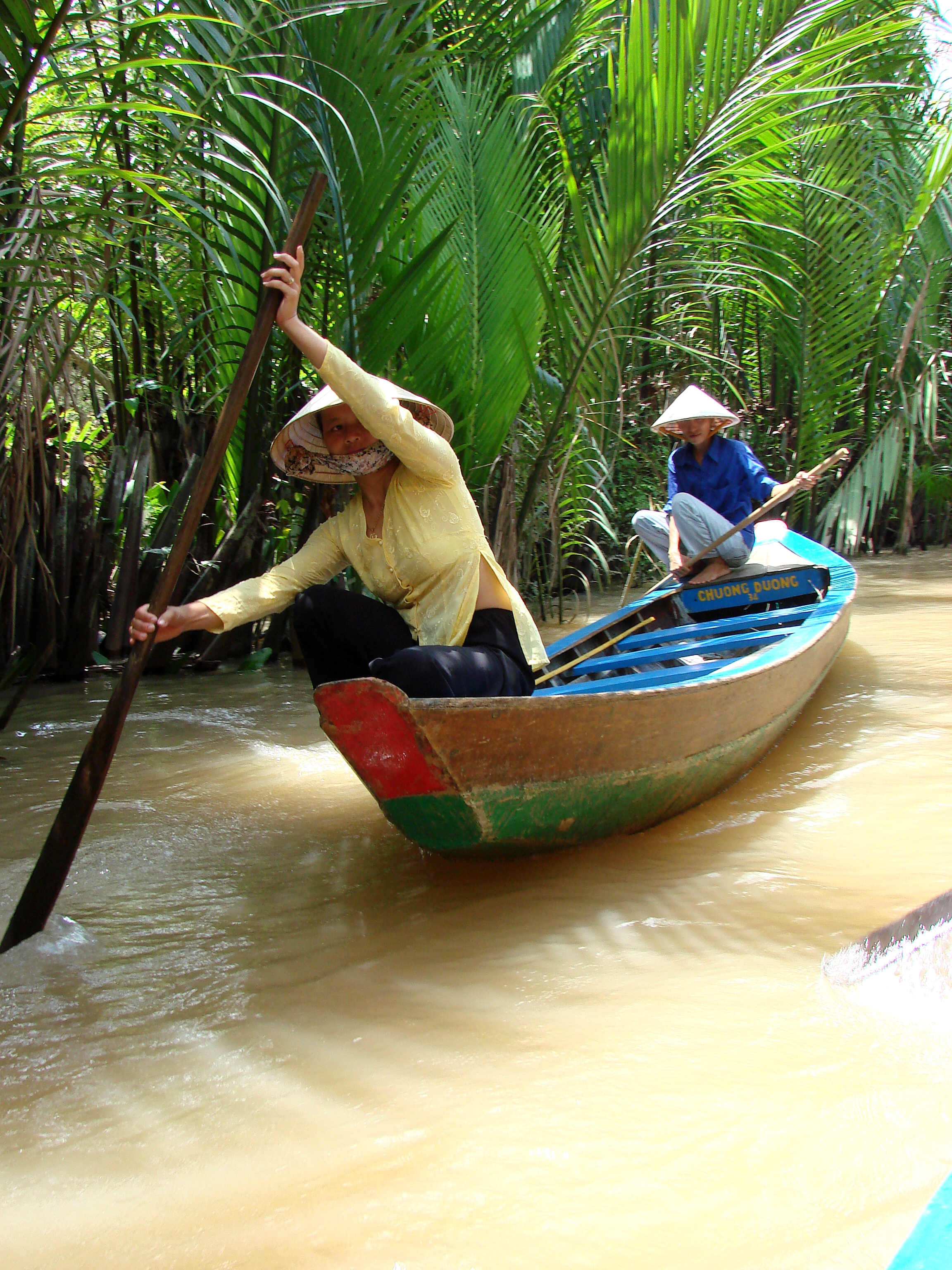
Ghe ở Đồng bằng sông Cửu Long, Việt Nam.

Xuồng là một loại thuyền nhỏ và hẹp, thường được chèo bằng sức người, đôi khi được lắp thêm động cơ (lúc đó gọi là xuồng máy hoặc ca nô).

## Hình ảnh

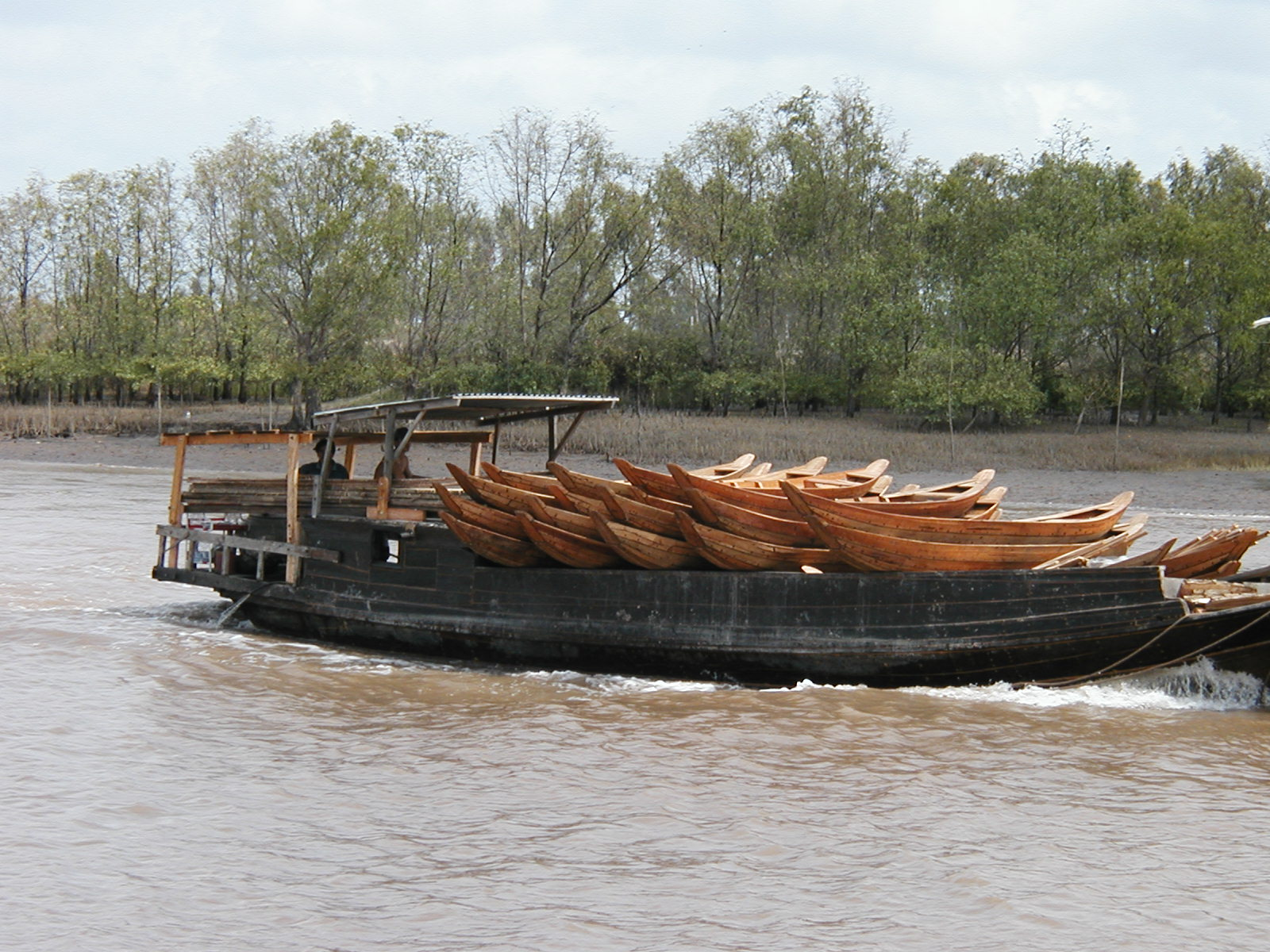
Thuyền chở xuồng đi bán trên sông Mekong, Việt Nam
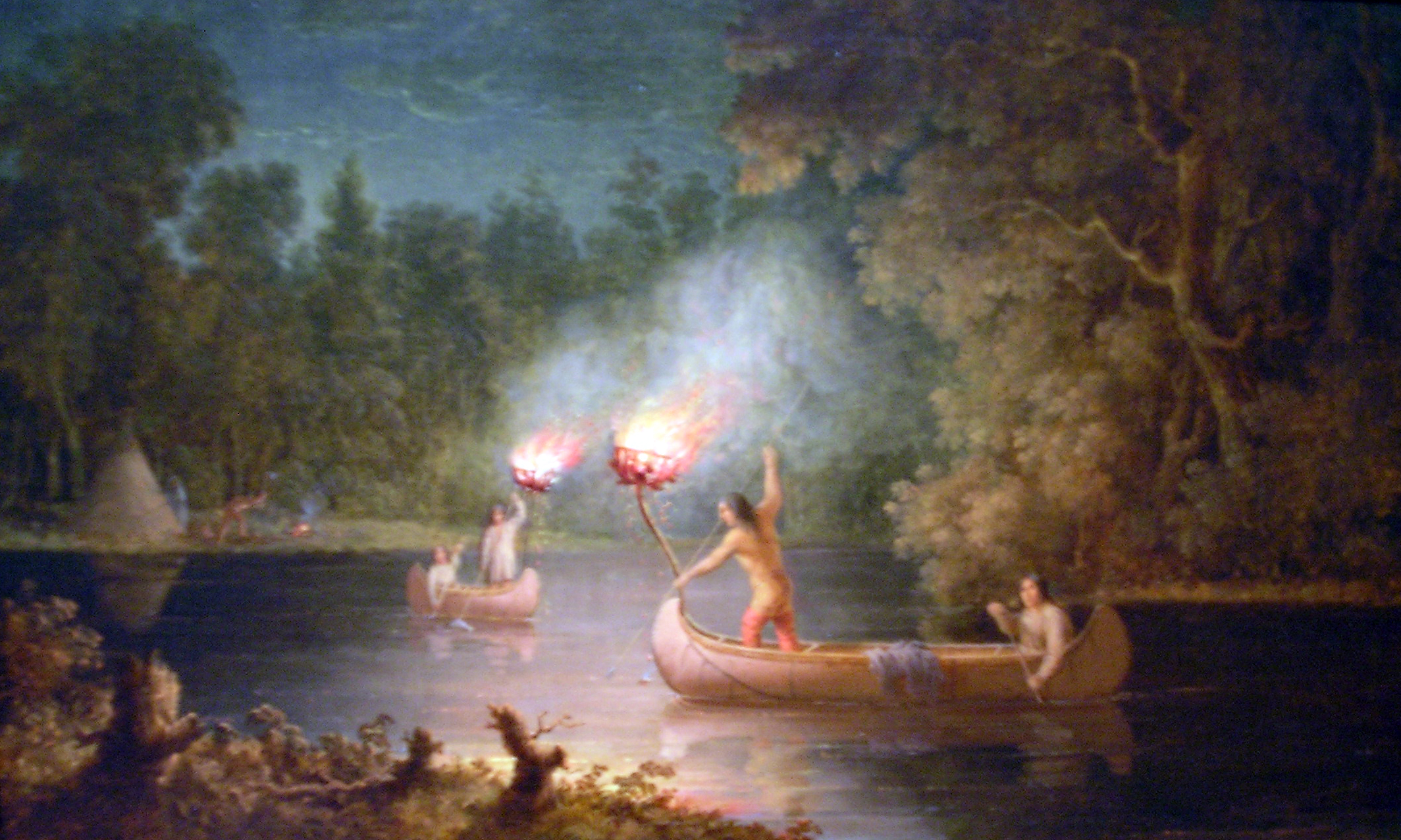
Spearing Salmon By Torchlight (Xiên cá hồi bằng đuốc), tranh sơn dầu do Paul Kane vẽ.
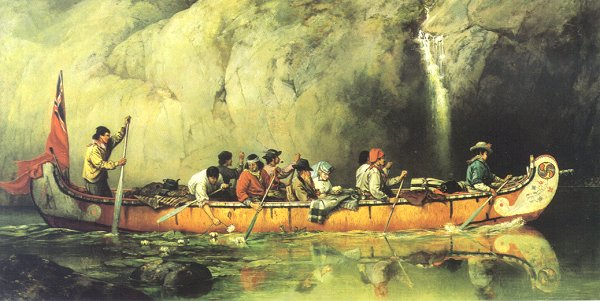
Canoe Manned by Voyageurs Passing a Waterfall (Ontario), tranh sơn dầu vẽ bởi Frances Anne Hopkins
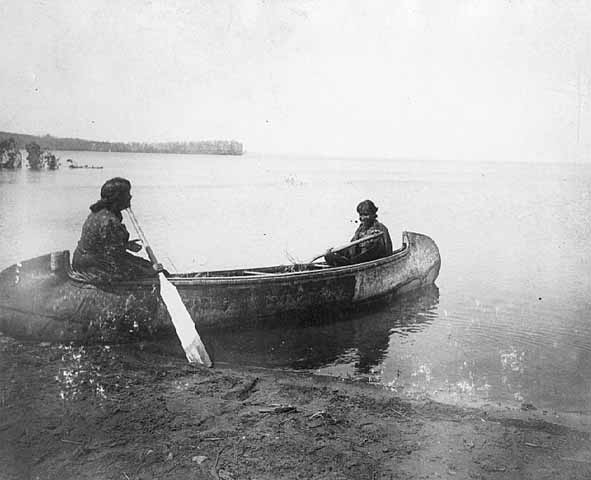
Phụ nữ Ojibwe trên xuồng ở hồ Leech.
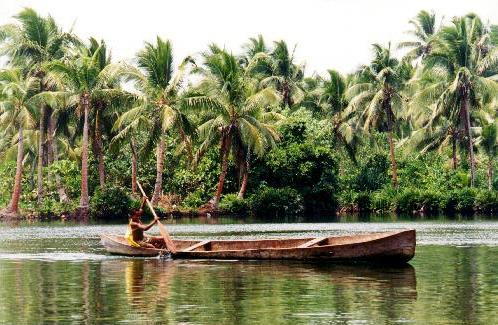
Một chiếc xuồng độc mộc loại pirogue ở quần đảo Solomon.
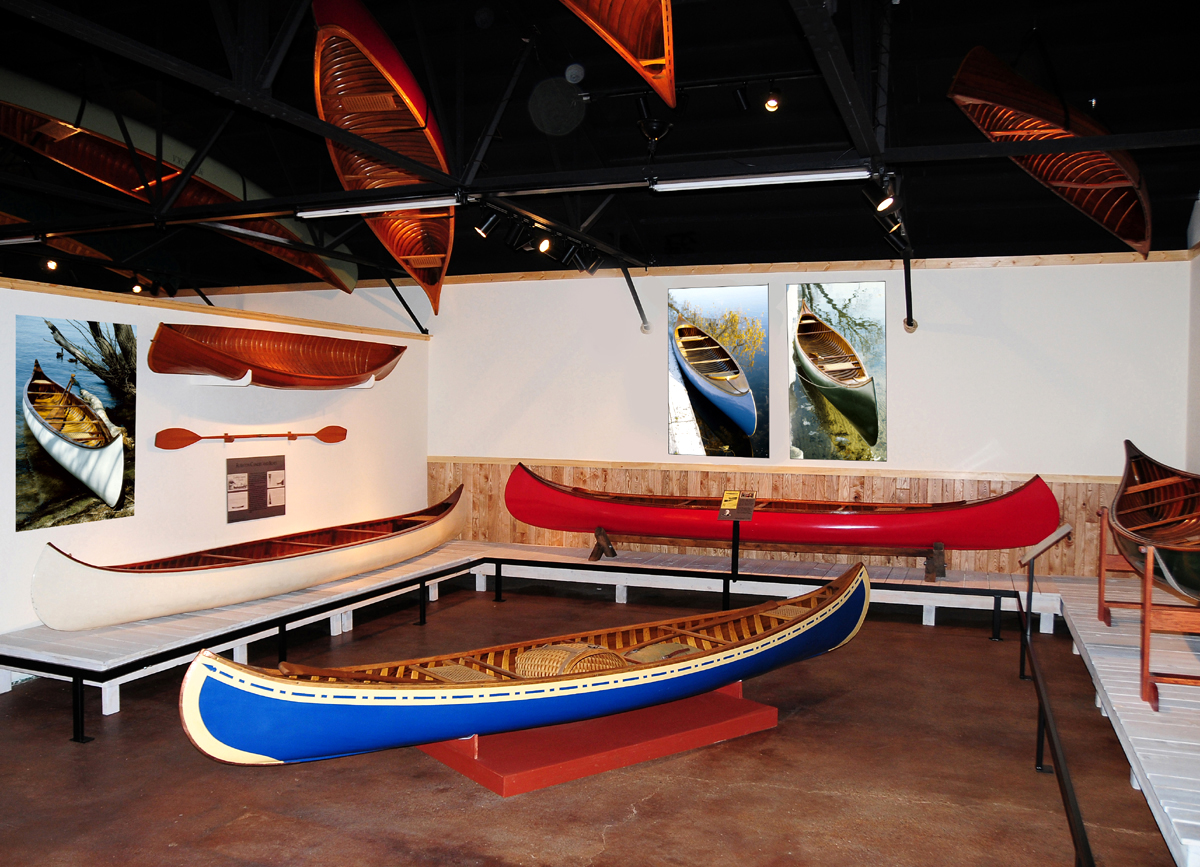
Triển lãm ở Bảo tàng Di sản Ca-nô Wisconsin.
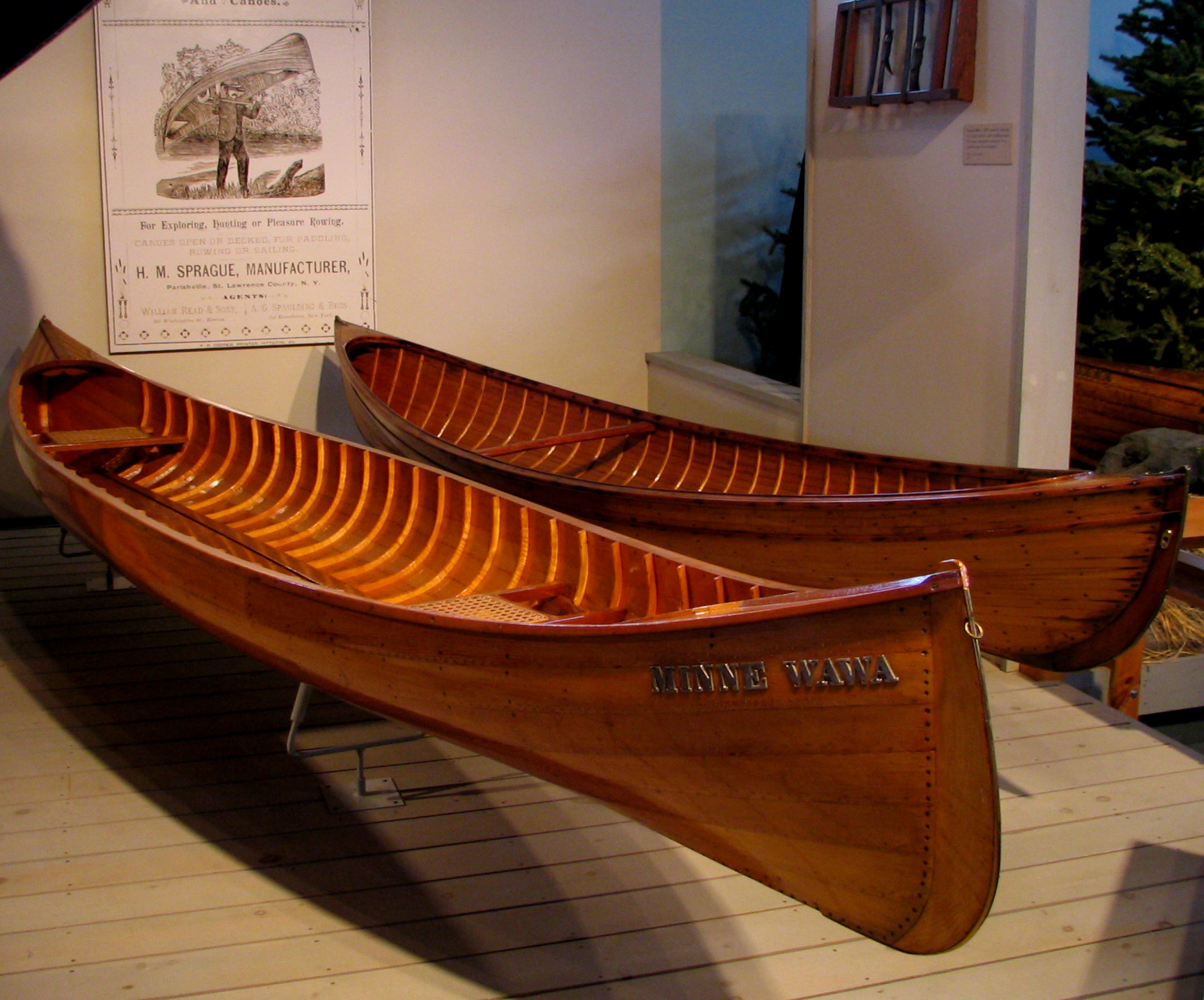
Antique Strip-built Canoes at the Adirondack Museum.
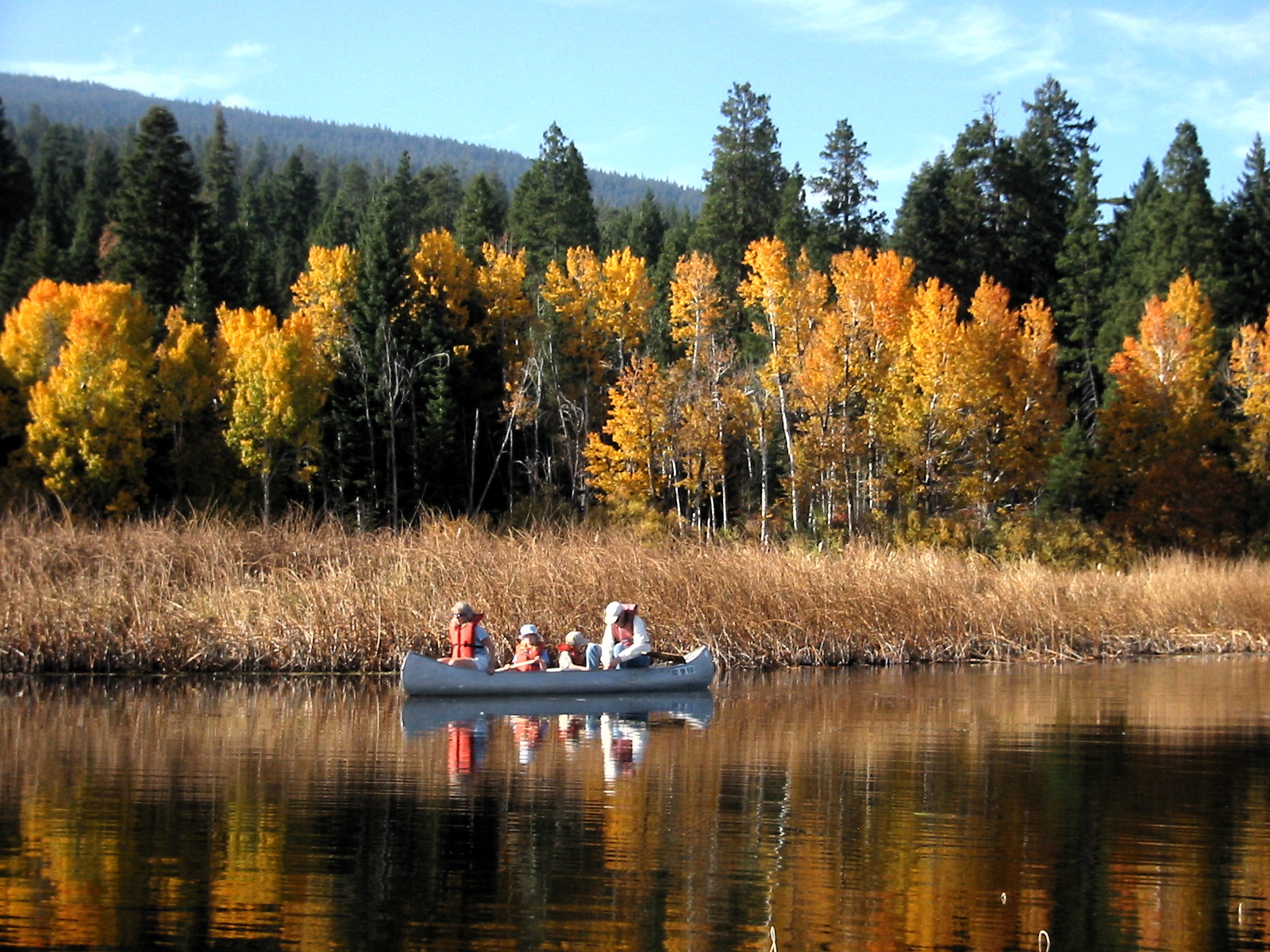
Aluminum canoe, Upper Klamath Lake.
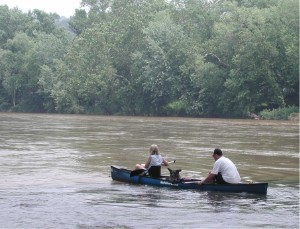
Canoeing on the Shenandoah River, Winchester, Virginia.
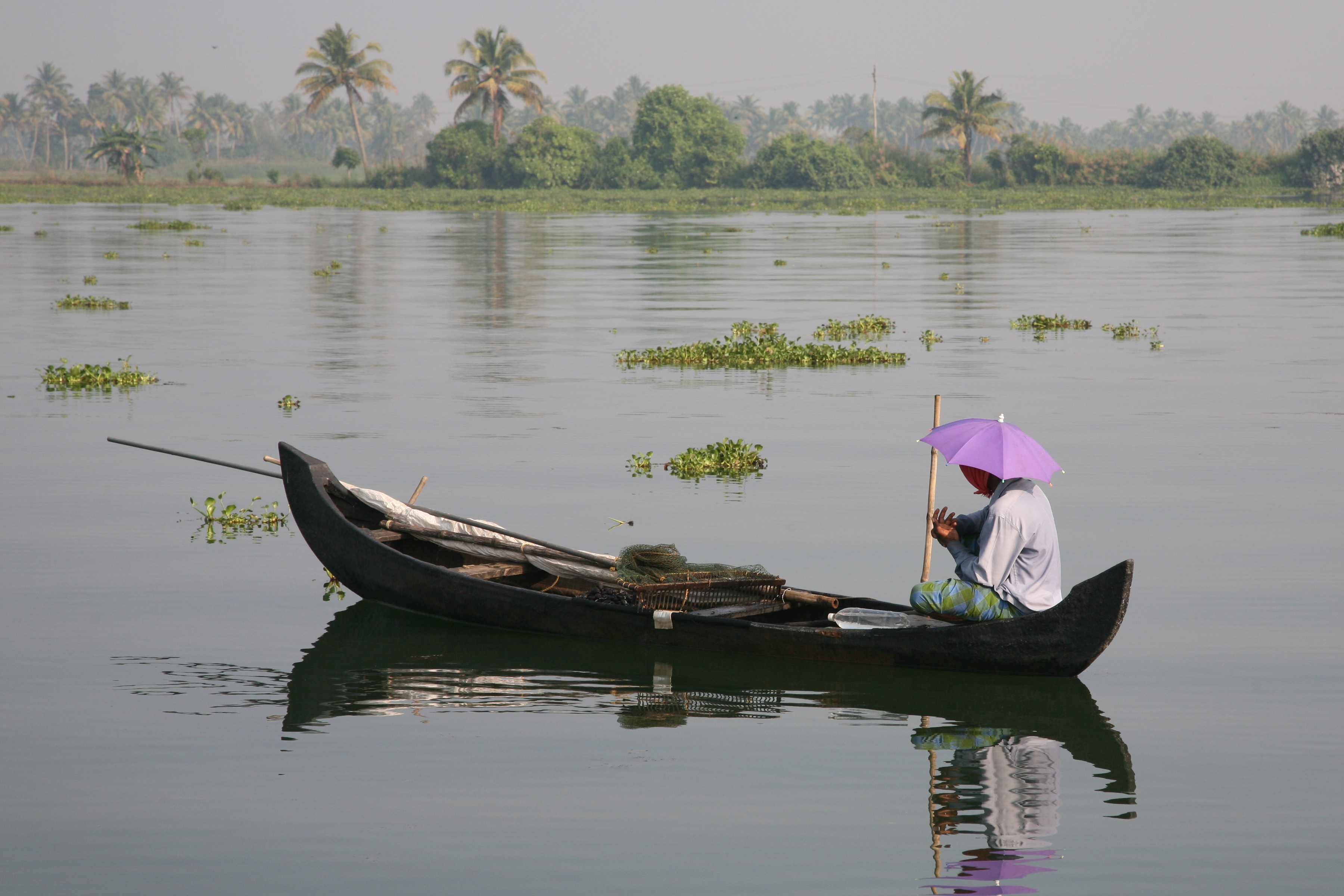
Canoe in Kerala, India.
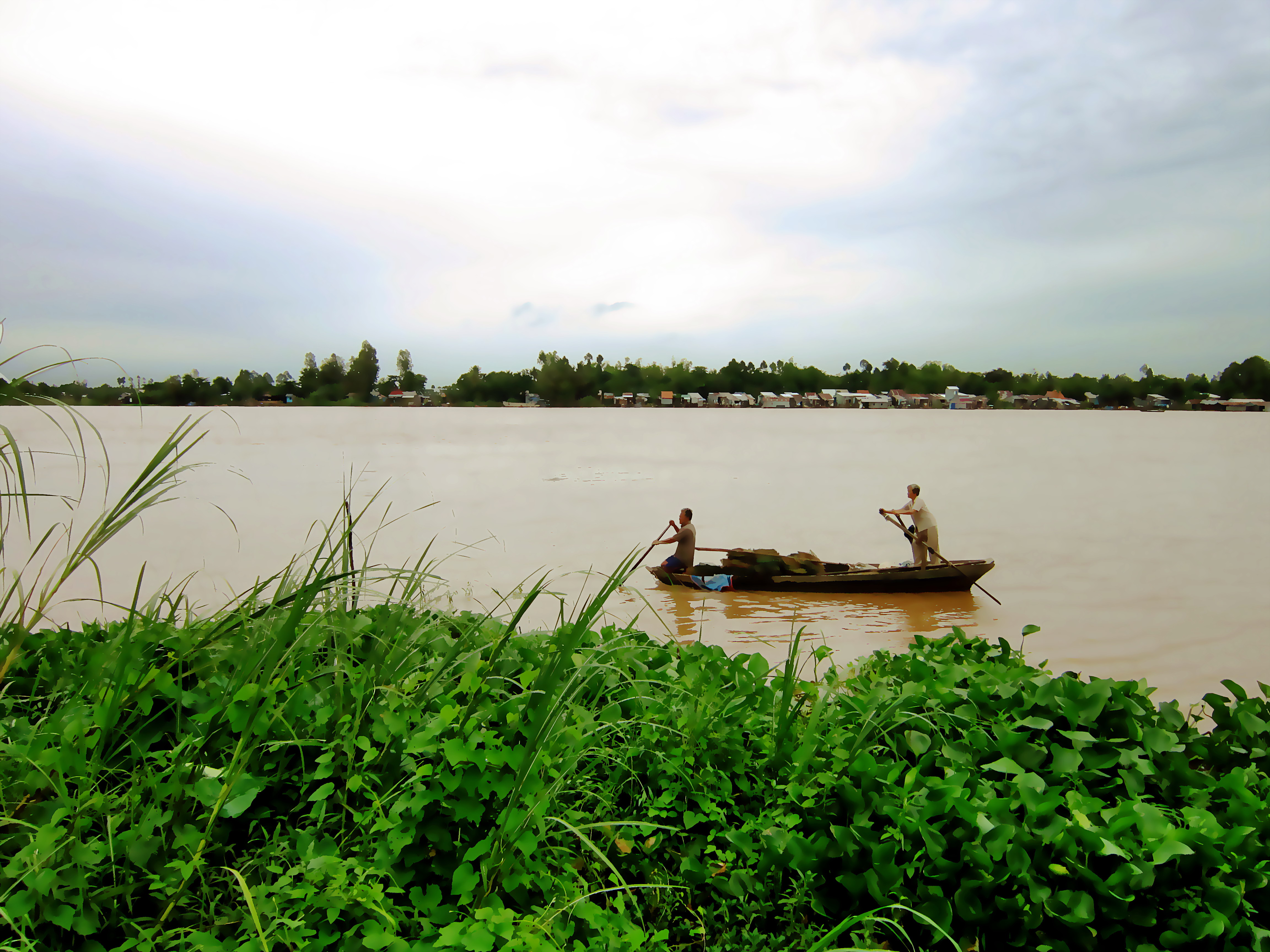
Xuồng chở lưới đi giăng câu trên sông Hậu.
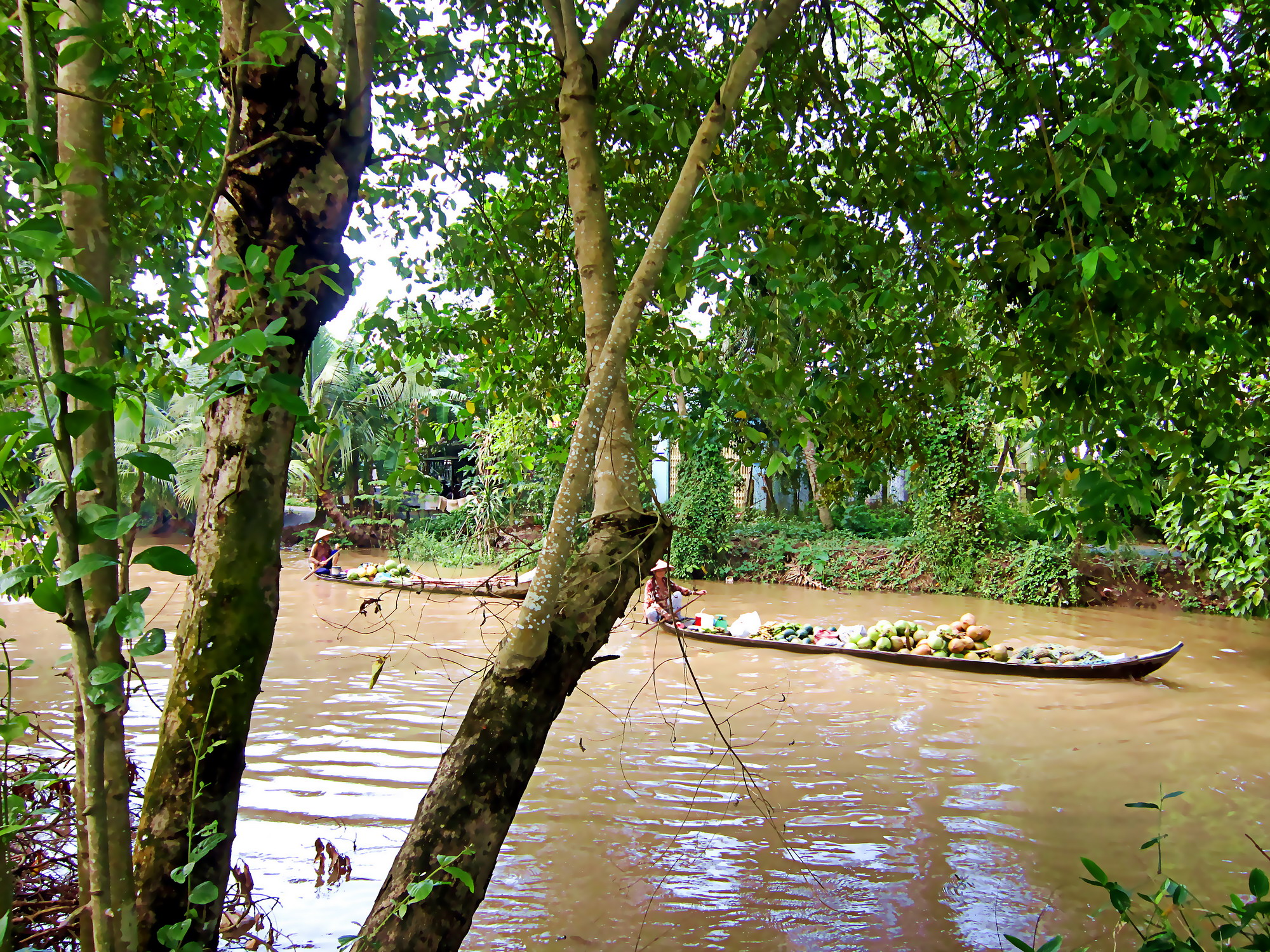
Xuồng chở trái cây đi bán ở Long Xuyên.
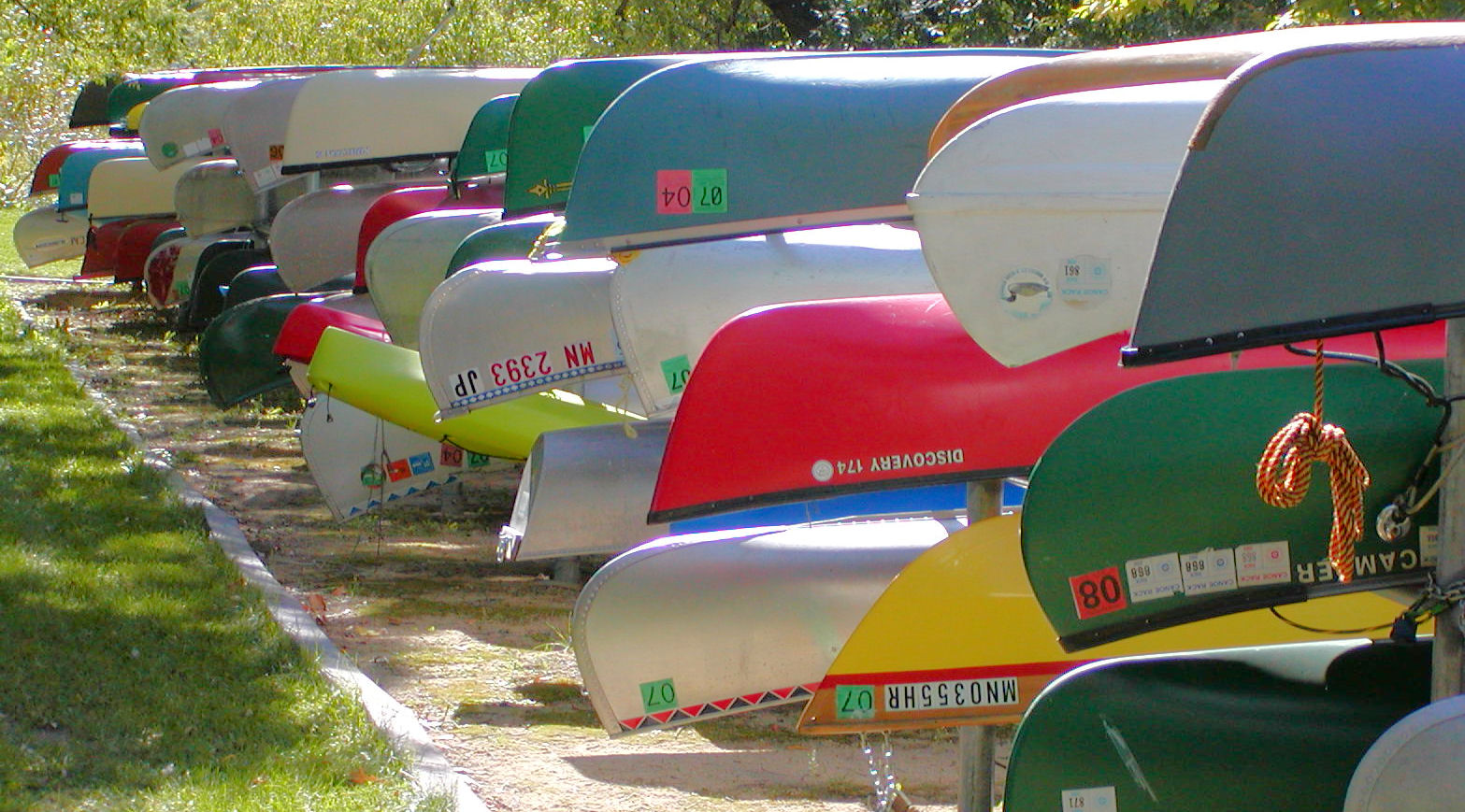
Canoes stored at Lake Harriet Minneapolis, Minnesota.